# Xã Kelso, Quận Traill, Bắc Dakota
Xã Kelso (tiếng Anh: Kelso Township) là một xã thuộc quận Traill, tiểu bang Bắc Dakota, Hoa Kỳ. Năm 2010, dân số của xã này là 69 người.